# 和歌山市立西和中学校
和歌山市立西和中学校（わかやましりつせいわちゅうがっこう）は、和歌山県和歌山市砂山南三丁目にある公立中学校。
生徒は、砂山小学校、今福小学校、芦原小学校、吹上小学校から進学して来る。

## 沿革
- 1948年（昭和23年） - 和歌山市立城西中学校・城南中学校を統合、西和中学校として開校。

## 部活動
- サッカー部
- 野球部
- バスケットボール部
- 陸上競技部
- 剣道部
- 相撲部
- 硬式テニス部
- ソフトテニス部
- ハンドボール部
- 卓球部
- 柔道部
- 水泳部
- 放送部
- 吹奏楽部
- 家庭部
- 美術部

## 著名な出身者
- 藤田平 - プロ野球選手（阪神タイガース）
- 小久保裕紀 - プロ野球選手（ダイエー～巨人～ソフトバンク）
- 竹中平蔵 - 慶應義塾大学教授、元参議院議員
- 長岡禎仁 - 騎手

## 通学区域が隣接している学校
- 和歌山市立西浜中学校
- 和歌山市立東和中学校
- 和歌山市立城東中学校
- 和歌山市立伏虎義務教育学校
- 和歌山市立河北中学校